# Zurich WCT
Lo Zurich WCT è stato un torneo di tennis facente parte del World Championship Tennis giocato nel 1982, dal 28 marzo al 2 aprile, a Zurigo in Svizzera su campi in sintetico indoor.

## Albo d'oro

### Singolare
| Anno | Vincitore    | Finalista        | Punteggio               |
| ---- | ------------ | ---------------- | ----------------------- |
| 1982 | Bill Scanlon | Vitas Gerulaitis | 7–5, 7–6, 1–6, 0–6, 6–4 |

### Doppio
| Anno | Vincitori                     | Finalisti                      | Punteggio |
| ---- | ----------------------------- | ------------------------------ | --------- |
| 1982 | Sammy Giammalva Tom Gullikson | Wojciech Fibak John Fitzgerald | 6–4, 6–2  |